# Русинъ (Закарпаття, Жаткович)
«Русинъ» — напівофіційний орган губернатора Г. Жатковича, виходив двічі на тиждень в Ужгороді у 1920 — 1921 роках народною мовою, етимологічним правописом; редактор — отець Г. Жаткович, А. Штефан.